# Lamento borincano
«Lamento Borincano» es una canción escrita por Rafael Hernández Marín en 1929, que describe las condiciones de pobreza de los campesinos en Puerto Rico. Después de su creación, se convirtió en un éxito casi instantáneo en Puerto Rico y América Latina.

## Lugar de creación
Rafael Hernández escribió el Lamento Borincano cuando vivía en la ciudad de Nueva York. Existen varias versiones acerca del lugar de su creación. Se ha establecido con certeza que su composición fue en el Harlem Latino.

## Tema
La canción narra acerca de la situación de los pobres y campesinos en el Puerto Rico de los años 30.
El tema comienza con un tono positivo y presenta al jibarito, o campesino descendiente de taíno, español y/o africano, que es el ícono representativo del pueblo puertorriqueño. El jibarito es un vendedor de mercancías, quien se dirige al pueblo para vender su carga. Desilusionado por la pobreza que rodea al poblado e incapaz de vender su cargamento, el jibarito vuelve a su hogar. En la canción, no se nombra al país Puerto Rico, sino su nombre ancestral Borinquen.

## Intérpretes
- Don Azpiazu's Orchestra
- Canario y su Grupo
- Don Jose y su Oruqesta Puerto Rico
- Cuarteto Machin
- Lydia Mendoza
- Tony Vernon Artista argentino. Cantante, pianista, trompetista y compositor. Versión original.
- Christhian Pagán Idol Puerto Rico 2011
- Alfonso Ortiz Tirado versión original de la canción que alcanzó un éxito inmediato
- Chavela Vargas
- Ibrahim Ferrer
- Nati Mistral
- Juan García Esquivel Juan García Esquivel Instrumental
- Banda La Mentira
- Franck Pourcel Instrumental
- Banda Los Escamilla Álbum: La Consentida (2004)
- Conjunto Primavera
- Caetano Veloso
- Lucho Gatica
- Elder Barber
- Ginamaria Hidalgo
- Chelito de Castro y Juan Carlos Coronel
- Plácido Domingo
- Alfredo Kraus
- Óscar Chávez
- Pedro Infante
- Roberto Torres
- Toña la Negra
- Víctor Jara (Canto libre, 1970)
- Daniel Santos
- Estela Raval y Los 5 Latinos
- Radio Pirata Version Rock
- Marc Anthony Version Salsa
- SAXO?
- Los Indios Tabajaras Instrumental
- Javier Solís
- Leo Marini
- Facundo Cabral
- Marco Antonio Muñiz
- Pedro Vargas
- La Lupe y Tito Puente
- Los Panchos
- José Feliciano y Luis Fonsi
- Enrique Cardenas Instrumental
- Marc Anthony, Ednita Nazario, Gilberto Santa Rosa y Ruth Fernández en el especial del Banco Popular de Puerto Rico, Romance del Cumbanchero.
- Edith Márquez
- Ainhoa Arteta
- Cuco Sánchez
- William Cepeda Version Bomba
- Las Acevedo  en Tributo a Chavela Vargas
- Sonora Santanera
- Los Andariegos - Grupo folclórico argentino, vocal e instrumental
- PJ Sin Suela y Kristal Fonrodona Integrando ritmos y estrofas de géneros urbanos, reguetón y trap.
- Davilita